# David Cobb (Politiker, 1748)

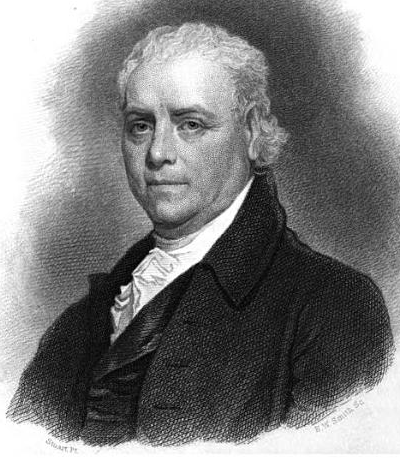
David Cobb

David Cobb (* 14. September 1748 in Attleboro, Bristol County, Province of Massachusetts Bay; † 17. April 1830 in Taunton, Massachusetts) war ein US-amerikanischer Politiker. Zwischen 1793 und 1795 vertrat er den Bundesstaat Massachusetts im US-Repräsentantenhaus.

## Werdegang
David Cobb wuchs während der britischen Kolonialzeit auf. Bis 1766 studierte er am Harvard College. Nach einem anschließenden Medizinstudium in Boston und seiner Zulassung als Arzt begann er in Taunton in diesem Beruf zu arbeiten. In den 1770er Jahren schloss er sich der amerikanischen Revolution an. Im Jahr 1775 war er Delegierter auf dem Provinzialkongress. Während des folgenden Unabhängigkeitskrieges diente er in verschiedenen Funktionen als Offizier in der Kontinentalarmee. Zeitweise gehörte er zum Stab von General George Washington. 1780 gehörte er zu den Gründungsmitgliedern der American Academy of Arts and Sciences. Im Jahr 1786 wurde Cobb Generalmajor der Staatsmiliz von Massachusetts. Zwischen 1784 und 1796 war er auch Berufungsrichter im Bristol County.
Politisch stand er der ersten Bundesregierung unter dem inzwischen zum Präsidenten gewählten George Washington nahe (Pro-Administration-Fraktion). Zwischen 1789 und 1793 war er Abgeordneter und Präsident im Repräsentantenhaus von Massachusetts. Bei den Kongresswahlen des Jahres 1792 wurde Cobb im neu eingerichteten 14. Wahlbezirk von Massachusetts in das US-Repräsentantenhaus gewählt, wo er am 4. März 1793 sein neues Mandat antrat. Bis zum 3. März 1795 konnte er eine Legislaturperiode im Kongress absolvieren.
Im Jahr 1796 zog David Cobb nach Gouldsboro in den Maine-Distrikt des Staates Massachusetts, aus dem im Jahr 1820 der Staat Maine hervorgehen sollte. Dort betätigte er sich in der Landwirtschaft. Politisch wurde er Mitglied der Ende der 1790er Jahre von Alexander Hamilton gegründeten Föderalistischen Partei. In den Jahren 1801 bis 1805 war er Mitglied und Präsident des Senats von Massachusetts. 1808 wurde er in den Regierungsrat seines Staates gewählt; zwischen 1809 und 1810 fungierte er als Vizegouverneur von Massachusetts. Beim Ausbruch des Britisch-Amerikanischen Krieges von 1812 wurde er Mitglied des Verteidigungsrats. Danach war er bis 1817 Vorsitzender Richter am Berufungsgericht im Hancock County. Im selben Jahr kehrte er nach Taunton zurück, wo er am 17. April 1830 starb.